# デスナの兵舎への爆撃
デスナの兵舎への爆撃（デスナのへいしゃへのばくげき）は、2022年5月17日にウクライナのデスナにある兵舎がロシア空軍に爆撃された事件を指す。
当初、ウクライナ当局は、8人が死亡し、12人が負傷したと発表したが、1週間後にゼレンスキー大統領が、87人の遺体が発見されたと発言し、犠牲者数が修正された。ロシア当局は、軍が高精度な長距離ミサイルを使用したと発言した。伝えられるところによれば、2022年ロシアのウクライナ侵攻において、ウクライナ軍の兵士が一度に最も多く死亡した事件だとされている。